# Hemeroblemma posterior
Hemeroblemma posterior är en fjärilsart som beskrevs av Walker 1858. Hemeroblemma posterior ingår i släktet Hemeroblemma och familjen nattflyn. Inga underarter finns listade i Catalogue of Life.